# Isola di Litchfield
L'isola di Litchfield è un piccolo isolotto disabitato che fa parte dell'Arcipelago di Palmer, situato al largo delle coste della Penisola antartica.

## Storia
L'isola fu esplorata nel 1955 dalla Falkland Islands Dependencies Survey (oggi British Antarctic Survey) e battezzata Litchfield Islet in omaggio a Douglas Bernard Litchfield, all'epoca assistente generale della stazione di Porto Arthur.

## Territorio
Ubicata a sudovest dell'isola Anvers è una delle isole più grandi all'interno di porto Arthur, misurando circa 1000 m da nordest a sudest e 700 m da nordest a sudovest, con un'altitudine massima di 48 m.
In estate l'isola è prevalentemente priva di ghiacci, a parte piccole macchie di neve che resistono principalmente sui pendii meridionali e nelle valli. Scogliere alte fino a 10 m formano le coste nord-orientali e sud-orientali, con spiagge di ciottoli nelle baie.

## Flora
L'isola di Litchfield possiede una ricca vegetazione rappresentata da piccoli appezzamenti della graminacea Deschampsia antarctica, una delle due specie di angiosperme presente in Antartide, e da estesi tappeti di differenti specie di muschi tra cui Warnstorfia fontinaliopsis, Chorisodontium aciphyllum e Polytrichum strictum.

## Fauna
L'isola ospita sei differenti specie di uccelli nidificanti: lo stercorario di McCormick (Stercorarius maccormicki), lo stercorario antartico (Stercorarius antarcticus), l'ossifraga del sud (Macronectes giganteus), la sterna antartica (Sterna vittata), lo zafferano meridionale (Larus dominicanus), l'uccello delle tempeste di Wilson (Oceanites oceanicus). In passato era presente anche una numerosa colonia di pinguini di Adelia  (Pygoscelis adeliae) ma le modifiche all'habitat indotte dal cambiamento climatico, hanno portato all'allontanamento di questa specie. Altre specie di uccelli non nidificanti che frequentano il sito includono il cormorano antartico (Leucocarbo bransfieldensis), il pigoscelide antartico (Pygoscelis antarcticus) e il pinguino Papua (Pygoscelis papua). Segnalata anche la presenza occasionale del petrello delle nevi (Pagodroma nivea), della procellaria del capo (Daption capense), del petrello antartico (Thalassoica antarctica) e del fulmaro antartico (Fulmarus glacialoides).
L'isola è frequentata anche da diverse specie di mammiferi tra cui: l'otaria orsina antartica (Arctocephalus gazella), l'elefante marino del Sud (Mirounga leonina), la foca di Weddell (Leptonychotes weddellii), la foca mangiagranchi (Lobodon carcinophagus) e la foca leopardo (Hydrurga leptonyx).

## Conservazione
L'isola è protetta dal Trattato Antartico come Area Specialmente Protetta dell'Antartide (codice ASPA 113) in quanto ospita una ampia varietà di vita marina e terrestre e fornisce un esempio eccezionale del sistema ecologico naturale dell'area della Penisola Antartica.
Il sito è stato inoltre classificato da BirdLife International come Important Bird Area (IBA).